# Jiří Šámal
Jiří Šámal (19. září 1972 Mladá Boleslav – říjen 2021) byl český fotbalista, záložník.

## Fotbalová kariéra
Začínal v Bakově nad Jizerou, jako dorostenec přestoupil do Sparty. V roce 1991 prodělal letní přípravu s A-týmem, ale hned nastoupil na vojnu do SKP Union Cheb. Dále hrál za FC Viktoria Plzeň, FK Chmel Blšany, FC Chomutov a Turnov. Vrátil se do Plzně, ale po zrušení B-týmu přestoupil do 1. FC Plzeň. Po rozpadu klubu hrál za Vejprnice, Senco Doubravka a TJ Jiskra Domažlice. V československé a české lize nastoupil celkem ve 29 utkáních.

## Ligová bilance
| Ročník                          | Zápasy | Góly | Klub              |
| ------------------------------- | ------ | ---- | ----------------- |
| 1. česká fotbalová liga 1993/94 | 7      | 0    | FC Viktoria Plzeň |
| CELKEM                          | 29     | 0    |                   |